# Radek Baborák
Radek Baborák (né le 11 mars 1976, à Pardubice, en Tchécoslovaquie) est un corniste tchèque.

## Carrière
Radek Baborák est né dans une famille de musiciens. Il a commencé l'étude du cor à l'âge de huit ans, sous la direction de Karel Krenek. À l'âge de douze ans, il a été l'un des lauréats du Concours radiophonique Concertino de Prague. Trois ans plus tard, il est le gagnant d'un prix lors de la Compétition du Printemps de Prague.
De 1989 à 1994, Radek Baborák a étudié le cor avec le professeur Bedřich Tylšar.
Radek Baborák a été invité par de nombreux et remarquables orchestres dans le monde entier, y compris le London Philharmonic Orchestra, l'Orchestre Symphonique de la Radio Bavaroise, le Munich Philharmonic, l'Orchestre Symphonique de Bamberg, l' Orchestre de Chambre du Wurtemberg, Internationale Bachakademie Stuttgart, Deutsches Symphonie-Orchester de Berlin, l' Orchestre Symphonique de la SWR, l'Orchestre du Mozarteum de Salzbourg, l'orchestre Philharmonique tchèque, la Philharmonie de Saint-Pétersbourg, l'Orchestre National de Lyon, de l'Orchestre Philharmonique de Tokyo, le NHK Symphony Orchestra. Il est apparu plusieurs fois à la télévision et a donné des récitals dans des festivals internationaux à travers le monde.
En 1997, il remporte le premier prix au concours international de musique de l'ARD à Munich dans la catégorie "quintette à vent" avec le quintette Afflatus.
Il n'avait que 18 ans lorsqu'il a été nommé cor solo de l'orchestre Philharmonique tchèque. De 1996 à 2000, il a été cor solo du Philharmonique de Munich, de 2000 à 2002, il est cor solo de l'Orchestre Symphonique de Bamberg et de 1998 à 2000, il est professeur invité de la Fondation Arturo Toscanini, succédant à Hermann Baumann. De 2002 à 2011, il a été cor solo de l'orchestre Philharmonique de Berlin. Radek Baborák est actuellement musicien indépendant. Il a arrangé pour le cor les suites de Bach pour violoncelle, et lors d'un concert à Teplice, en 1998, il a joué un de ses arrangements de Bach au public qui attendait que le concert reprenne puisque les lumières s'éteignaient, en raison de tests de la puissance  en prévision du match de football Teplice-Sparta du lendemain.

## Discographie
- Scaramouche & Other Wind Concertos (1998)
- Rosetti : Horn Concertos (2002)
- J.S.Bach : 3 Viola da Gamba sonatas (2006)
- Horn concertos by Pokorny, Rosetti & Punto (2010)
- Zelenka & Telemann (2011)
- Bruckner in Cathedral (2012)
- Orquestrina : Piazolla, Ravel, Fauré, Kogan, Saglietti (2015)
- Mozart : Horn Concertos & Quintet (2016)

## Prix
Radek Baborák a reçu de nombreuses distinctions. Elles comprennent:
- Lauréat du Concours International du Printemps de Prague (1992)
- Lauréat du Concours International Radio de l'UNESCO (1993)
- Deuxième prix à Genève en 1993 (le premier prix n'ayant pas été attribué)
- Premier prix au concours de l'ARD, Munich (1994)
- Premier prix Concours International  Instrumental de Markneukirchen (1994)
- Grammy Classique de la République tchèque (1995)
- Prix Davidoff 2001